# Světový potravinový program
Světový potravinový program (anglicky World Food Programme, zkráceně WFP) je mezinárodní organizace v rámci OSN, která pomáhá zajišťovat potravinovou bezpečnost po celém světě. Byla založena roku 1961, jako prostředek OSN k poskytování mezinárodní potravinové pomoci. Světový potravinový program je největší humanitární organizací na světě zaměřující se na potravinovou pomoc. Sídlí v Římě a má základy v 85 dalších zemích.
Míří své úsilí zejména na pomoc v nouzových situacích, jako jsou války, zemětřesení, povodně, sucho a další krize. Nabízí humanitární pomoc a pomáhá s obnovou a rozvojem zasažených oblastí. Dvě třetiny z oblastí, kde Světový potravinový program působí je zasaženo válečným konfliktem. Kromě přímé potravinové a výživové podpory, poskytuje také finanční podporu zasaženým oblastem.
V roce 2022 poskytla pomoc zhruba 158 milionům lidí po celém světě.
Pro Světový potravinový program pracuje asi 22 300 lidí, z nichž 87 % jsou terénními pracovníky. 77 % z pracovníků je rekrutováno přímo v místě působnosti programů organizace.
Světový potravinový program v listopadu 2020 obdržel Nobelovu cenu za mír za boj proti hladu, za přispívání k zlepšení podmínek pro vyjednání míru v oblastech zasažených válečným konfliktem a snahu zabránit využití hladu jako válečnou zbraň.

## Aktivity

### Pomoc při nouzových situacích
Světový potravinový program poskytuje pomoc při potravinové nouzi, která je často spojena s probíhajícím konfliktem, následky (již ukončeného) konfliktu nebo s katastrofami. Mezi krize, při kterých se Světový potravinový program aktivně angažuje v poskytování pomoci postiženým oblastem, patří například:
- Hladomor v Jemenu, při kterém se nachází 17 milionů lidí v potravinové nouzi.[10] Podle situační zprávy organizace z března 2023, dosáhla humanitární pomoc Světového potravinového programu 15,3 milionů lidí, a stala se tak její druhou největší operací.[11]
- Humanitární krize v Sýrii, při které je podle situační zprávy Světového potravinového programu z ledna 2023 12,1 milionů lidí v potravinové krizi. Organizace v lednu 2023 vyslala na území Sýrie pomoc pro 5,6 milionů lidí.[12]
- Krize na Ukrajině, kde podle údajů z ledna 2023 Světový potravinový program podporuje 3 miliony lidí každý měsíc a poskytují Ukrajinským uprchlíkům v přijímacích centrech v Moldavsku teplá jídla, a finančně podporuje rodiny, kteří uprchlíky ubytovávají u sebe doma.[13]

### Klimatické změny
Mezi hlavní dopady globálního oteplování na člověka patří nedostatek potravin pro populaci oblastí nejvíce zasaženou změnami klimatu. Světový potravinový program pomáhá komunitám v 37 zemích reagovat na klimatické změny a zotavit se z jejích následků. Pomoc se takto dostává 12 milionům lidí. Prostřednictvím anticipačního programu organizace pomáhá těmto zemím systémy včasného varování pro přivolání humanitární pomoci ještě před extrémními změnami počasí, a umožňuje jim tak přijmout preventivní opatření (například evakuace, zpevnění domů, nákup potravin a dalších nezbytností).

### Jídlo do škol
Podpora poskytování jídla dětem ve škole pomáhá rodinám v ohrožení chudobou zajistit, aby děti chodily do školy namísto toho, aby pracovaly. Tento program má pozitivní dopad na vyšší vzdělání, rovnost pohlaví, zdraví a výživu, sociální zabezpečení, místní ekonomiku a zemědělství.

## Financování Světového potravinového programu
Světový potravinový program je financován pouze z dobrovolných příspěvků. Přestože je organizací působící v rámci OSN, finanční podpora programů je ze strany členských států dobrovolná. Jednotlivé humanitární a rozvojové programy průměrně podporuje přes 60 zemí. Dalšími subjekty, které podporují programy Světového potravinového programu jsou korporace a neziskové organizace, které organizaci poskytují finanční, hmotnou a další podporu. Další podporu programy získávají od soukromých osob prostřednictvím darů.